# Demokratyczny Związek na rzecz Integracji
Demokratyczny Związek na rzecz Integracji, DUI (alb. Bashkimi Demokratik për Integrim; mac. Демократска унија за интеграција, ДУИ) – największa albańska partia polityczna w Macedonii. Została założona w 2001 roku po konflikcie między Macedończykami a Albańczykami. Liderem partii jest Ali Ahmeti.
W wyborach parlamentarnych z 2008 roku partia zdobyła 126 522 głosów (12,82%), co przełożyło się na 18 ze 120 mandatów w Zgromadzeniu Republiki Macedonii.